# Autostrade nel Regno Unito

Autostrade del Regno Unito nel 2016

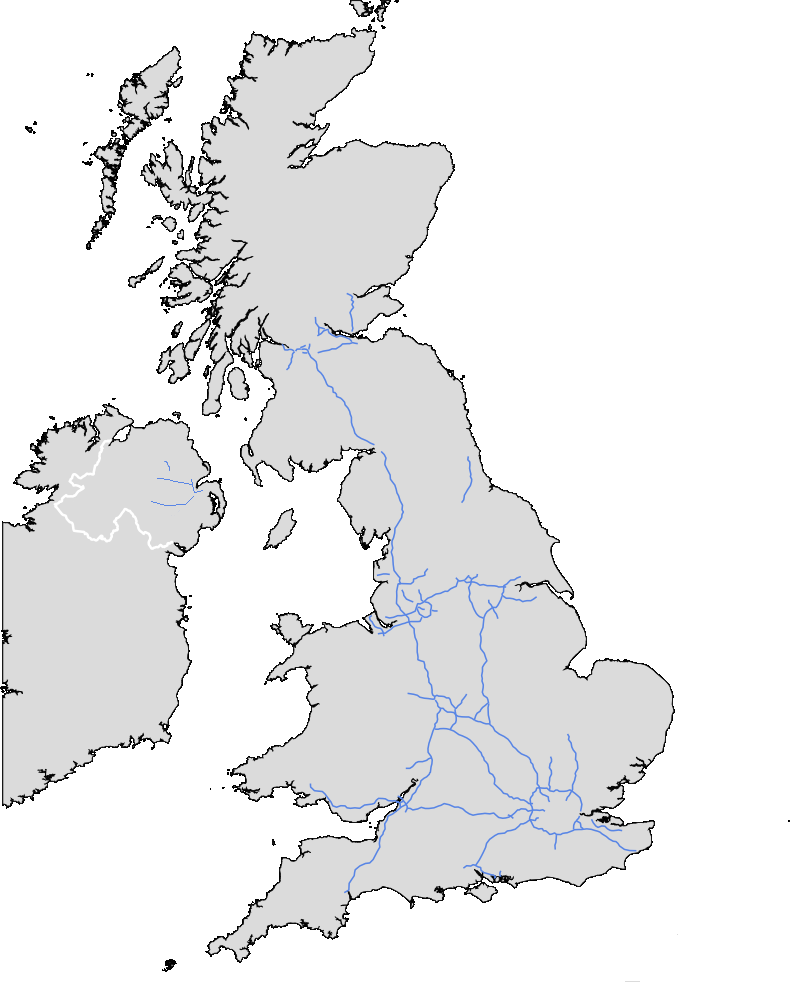
Mappa delle autostrade in Gran Bretagna.

Le autostrade del Regno Unito si sviluppano, al 2010, per circa 2 200 miglia (3 500 km).
Sono identificate dalla lettera M (Motorway in inglese, cioè autostrada) posta o come prefisso o come suffisso (in quest'ultimo caso la M è tra parentesi).

## Gran Bretagna

### Autostrade in servizio
- Motorway M1, Londra - Leeds poi continua come A1 verso nord. Prima autostrada aperta del Paese
- Motorway M2, nel Kent, da Rochester a Faversham
- Motorway M3, da Londra a Southampton
- Motorway M4, da Londra al sud del Galles
- Motorway M5, da Birmingham e alle Midlands a Exeter
- Motorway M6, asse nord-sud, dall'M1 a Rugby fino a Carlisle (frontiera scozzese).
- Motorway M8, da Edimburgo a Greenock, via Glasgow
- Motorway M9, da Edimburgo a Stirling
- Motorway M11, da Londra a Cambridge
- Motorway M18, dall'M1 a Rotherham alla M62 a Goole
- Motorway M20, da Londra (Swanley) a Folkestone e al tunnel della Manica
- Motorway M23, da Londra (Coulsdon) a Crawley e al Sud
- Motorway M25, tangenziale della regione della Grande Londra
- Motorway M26, fra la M25 a Sevenoaks e la M20 prima di Maidstone
- Motorway M27, autostrada costiera del Sud, da Cadnam, (Southampton), a Portsmouth
- Motorway M32, diramazione della M4 verso il centro di Bristol
- Motorway M40, da Londra a Birmingham
- Motorway M42, tangenziale sud di Birmingham verso Ashby-de-la-Zouch e la M5
- Motorway M45, traversa dell'M1 a nord di Daventry verso Coventry
- Motorway M48, dal Severn Bridge, verso Thornbury e Newport attraverso un ponte sul Severn
- Motorway M49, dalla M5 alla M4 ad ovest di Bristol
- Motorway M50, fra la M5 a Tewkesbury e Ross-on-Wye
- Motorway M53, da Chester a Birkenhead
- Motorway M54, tra la M6 a nord di Wolverhampton e Telford
- Motorway M55, da Blackpool alla M6 vicino Preston
- Motorway M56, tra Manchester e Chester
- Motorway M57, tangenziale nord-est di Liverpool verso la M62
- Motorway M58, tra Wigan e Liverpool-Nord
- Motorway M60, tangenziale di Manchester
- Motorway M61, tra Preston e Manchester
- Motorway M62, tra Liverpool e i dintorni di Kingston upon Hull, (collegamento Est-Ovest: trans-Pennini)
- Motorway M65, tra Preston e Colne nel Lancashire
- Motorway M66, tra Rawtenstall e la M62 a Manchester
- Motorway M67, tra la M60 (Denton) e Hyde nella Grande Manchester
- Motorway M69, tra Leicester e Coventry
- Motorway M73, tra Cumbernauld e la M74
- Motorway M74, tra Glasgow e Abington nel Lanarkshire Meridionale. Seguita dalla A74
- Motorway M77, tra Glasgow e Newton Mearns
- Motorway M80, tra Glasgow e Stirling
- Motorway M90, dal ponte di Forth Road a Perth
- Motorway M180, tra la M18 a Thorne verso Grimsby e la A15 verso l'Humber Bridge
- Motorway M181, a Scunthorpe, diramazione della M180
- Motorway M271, diramazione della M27 a Totton presso Southampton
- Motorway M275, diramazione della M27 a Portsmouth
- Motorway M602, diramazione della M62 verso Manchester
- Motorway M606, diramazione della M62 a Bradford
- Motorway M621, diramazione della M62 a Leeds
- Motorway M876, traversa autostradale a Falkirk
- Motorway M898, autostrada di entrata al ponte di Erskine

### Strade di categoria A riclassificate in servizio
- A1(M), strada A1 da Londra a Newcastle-upon-Tyne in carreggiate 2x2
- A3(M), tangenziale di Waterlooville e Havant
- A38(M), traversa della M6 verso il centro di Birmingham, nota come Aston Expressway
- A48(M), collegamento fra la M4 all'interno di Cardiff
- A57(M), o Mancunian Way, tangenziale sud di Manchester
- A58(M) tangenziale ovest di Leeds
- A64(M) tangenziale est da Leeds
- A66(M) collegamento tra la A1(M) e Darlington
- A74(M), da Abington (Lanarkshire Meridionale) alla fine della M74 fino a Gretna
- A167(M) all'interno di Newcastle-upon-Tyne
- A194(M) da Newcastle-upon-Tyne all'A1(M) e al Tyne Tunnel
- A308(M), dalla M4 a Maidenhead
- A329(M), da Bracknell a Winnersh vicino Reading
- A404(M), dalla M4 a Henley-on-Thames
- A627(M), da Rochdale e Oldham alla M62
- A823(M) diramazione della M90 verso Dunfermline

### Strade dismesse
| Simbolo         | Anno apertura | Anno dismissione | Descrizione |
| --------------- | ------------- | ---------------- | --- |
|                 | 1959          | 2009             | Raccordo che collegava la M1 a St Albans, ora parte della A414. |
|                 | 1970          | 2000             | Precedente classificazione della West Cross Route, ora classificata come A3220. |
|                 | 1960          | 1998             | Ora parte della M60. |
|                 | 1976          | 1980             | Ora parte della M90. |
| Motorway A18(M) | 1972          | 1978             | |
|                 | 1970          | 2000             | Precedente classificazione della Westway, ora parte della A40. |
| Motorway A41(M) | 1973          | 1987             | |
|                 | 1967          | 1999             | Precedente classificazione della East Cross Route, separata in due sezioni: - da Hackney Wick a Old Ford; - dalla Penisola di Greenwich alla rotatoria Sun in the Sands. Ora classificata come A102. |
|                 | 1960          | 2023             | Raccordo che collegava la M6 a Carnforth e Over Kellet. Ora parte della A6070 e della B6601. |
|                 | 1987          | 2006             | Raccordo che collegava la M60 a Carrington. Aveva la peculiarità di essere a singola carreggiata lungo tutto il suo percorso.                                                                        |

## Irlanda del Nord

### Autostrade in servizio
- M1 da Belfast a Dungannon
- M2 da Belfast a Antrim
- M3 da Belfast a Ballymacarrett
- M12, ramo della M1 a Portadown
- M22, da Antrim (M2) a Randalstown

### Strade di categoria A riclassificate in servizio
- A8(M) ramo della M2 a nord di Belfast